# FC 한자 로스토크
FC 한자 로스토크(Fußballclub Hansa Rostock e. V. , [ʔɛf ˈt͡seː ˈhanza ˈʁɔstɔk])는 메클렌부르크포어포메른주 로스토크를 연고로 하는 독일의 축구 클럽으로 1990년대 이전에 동독의 가장 성공한 클럽 중 하나였다.
이 축구단은 1965년 창단되었다. 2006-07 2. 분데스리가 시즌에서 2위를 차지하면서 승격되었지만 연이은 강등으로 3. 리가까지 내려갔으며 2010-11 시즌에 3. 리가에서 승격에 성공하여 2011-12 시즌은 2. 분데스리가에서 보내게 되었지만 곧바로 강등되었고 계속 3. 리가에 머물다 2021-22 시즌부터 다시 2. 분데스리가에 참가하고 있다.

## 선수 명단

### 현역
참고: FIFA 자격 규정에 따라 소속된 국가대표팀 국기를 표시합니다. 선수는 복수의 FIFA 비회원국 국적을 가지고 있을 수 있습니다.
| 번호 | 포지션 | 국적 | 이름                 |
| ---- | ------ | ---- | -------------------- |
| 14   | FW     |      | 아드리엔 르뷰        |
| 18   | FW     |      | 시구르 하우소 하우겐 |
| 19   | DF     | 체코 | 얀 메이드르          |

| 번호 | 포지션 | 국적 | 이름 |
| ---- | ------ | ---- | ---- |

## 역대 감독
| 감독      | 임기        |
| --------- | ----------- |
| 아르민 페 | 2002 ~ 2003 |